# Булл-Ран-Маунтен-Естейтс (Вірджинія)
Булл-Ран-Маунтен-Естейтс (англ. Bull Run Mountain Estates) — переписна місцевість (CDP) в США, в окрузі Принс-Вільям штату Вірджинія. Населення — 1220 осіб (2020).

## Географія
Булл-Ран-Маунтен-Естейтс розташований за координатами 38°54′33″ пн. ш. 77°40′0″ зх. д. / 38.90917° пн. ш. 77.66667° зх. д. (38.909210, -77.666681).  За даними Бюро перепису населення США в 2010 році переписна місцевість мала площу 4,58 км², з яких 4,58 км² — суходіл та 0,00 км² — водойми.

## Демографія
Згідно з переписом 2010 року, у переписній місцевості мешкала 1251 особа в 459 домогосподарствах у складі 349 родин. Густота населення становила 273 особи/км².  Було 484 помешкання (106/км²).
Расовий склад населення:
| - 90,7 % — білих - 3,6 % — чорних або афроамериканців - 1,2 % — азіатів - 0,2 % — корінних американців - 1,4 % — осіб інших рас |

До двох чи більше рас належало 3,0 %. Частка іспаномовних становила 7,2 % від усіх жителів.
За віковим діапазоном населення розподілялося таким чином: 24,1 % — особи молодші 18 років, 68,4 % — особи у віці 18—64 років, 7,5 % — особи у віці 65 років та старші. Медіана віку мешканця становила 40,7 року. На 100 осіб жіночої статі у переписній місцевості припадало 106,4 чоловіків;  на 100 жінок у віці від 18 років та старших — 106,8 чоловіків також старших 18 років.
Середній дохід на одне домашнє господарство  становив 117 688 доларів США (медіана — 92 857), а середній дохід на одну сім'ю — 139 919 доларів (медіана — 116 731). Медіана доходів становила 77 641 долар для чоловіків та 80 469 доларів для жінок. За межею бідності перебувало 8,3 % осіб, у тому числі 3,0 % дітей у віці до 18 років та 10,8 % осіб у віці 65 років та старших.
Цивільне працевлаштоване населення становило 807 осіб. Основні галузі зайнятості: освіта, охорона здоров'я та соціальна допомога — 22,9 %, науковці, спеціалісти, менеджери — 18,1 %, публічна адміністрація — 16,7 %.